# Dioscorea olfersiana
Dioscorea olfersiana là một loài thực vật có hoa trong họ Dioscoreaceae. Loài này được Klotzsch ex Griseb. mô tả khoa học đầu tiên năm 1842.